# Cláudio Antônio Gomes Clemente
Cláudio Antônio Gomes Clemente, detto Brasília (Brasilia, 9 dicembre 1972), è un ex cestista brasiliano.

## Carriera
Con il Brasile ha disputato i Campionati americani del 1997 e i Campionati mondiali del 1998, segnando 4 punti in 5 partite.